# 別府湾

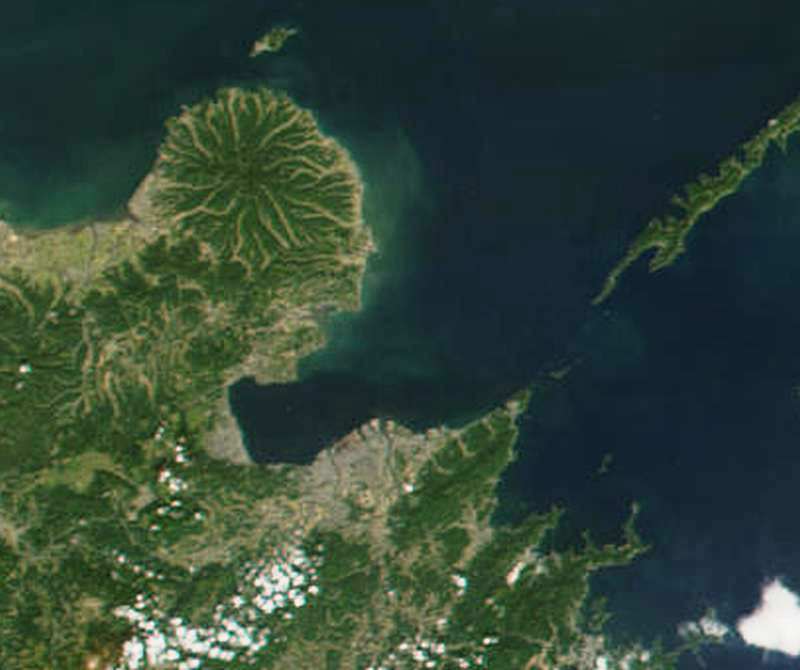
別府湾

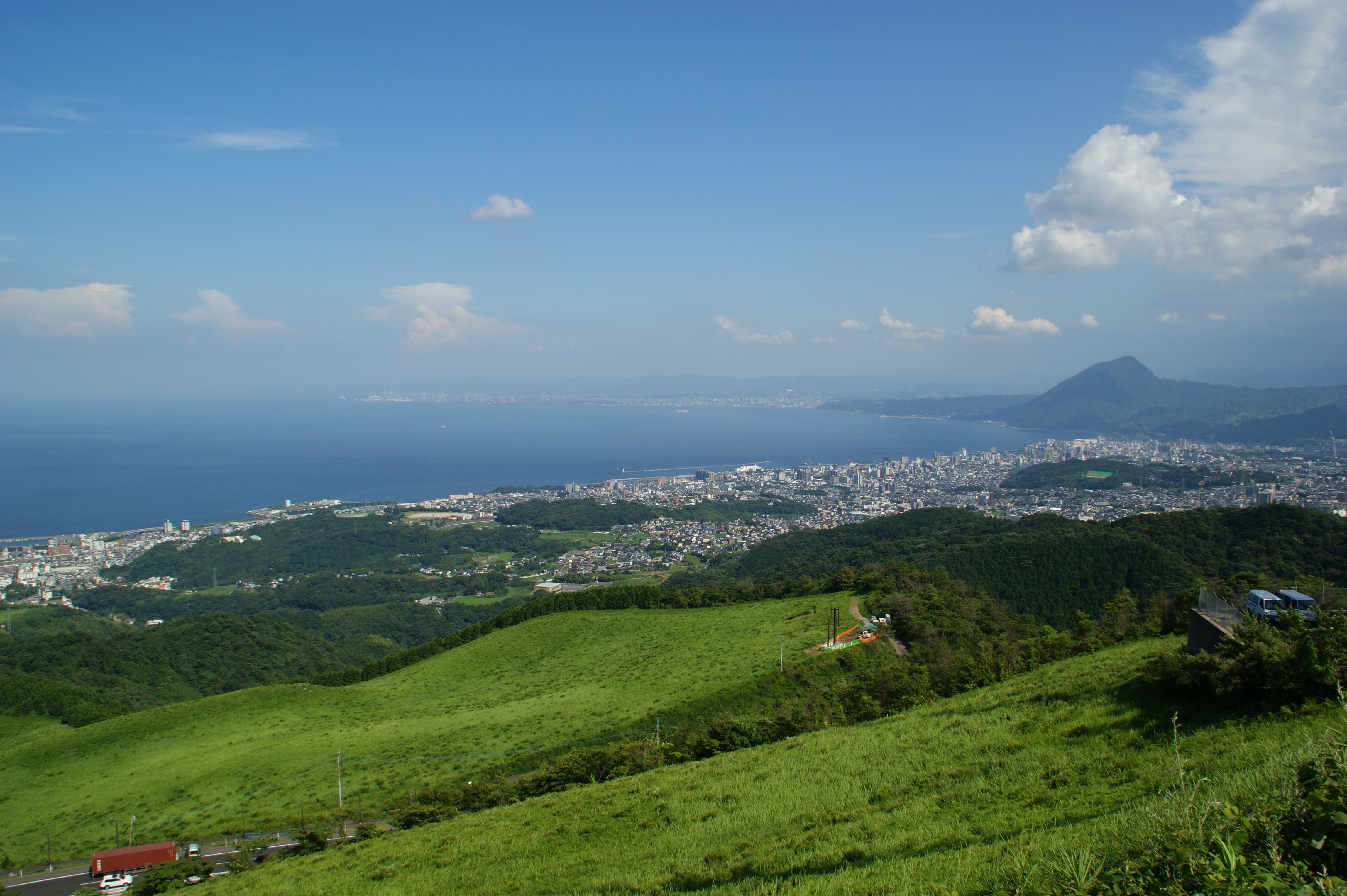
別府市十文字原から見た別府湾と別府市街

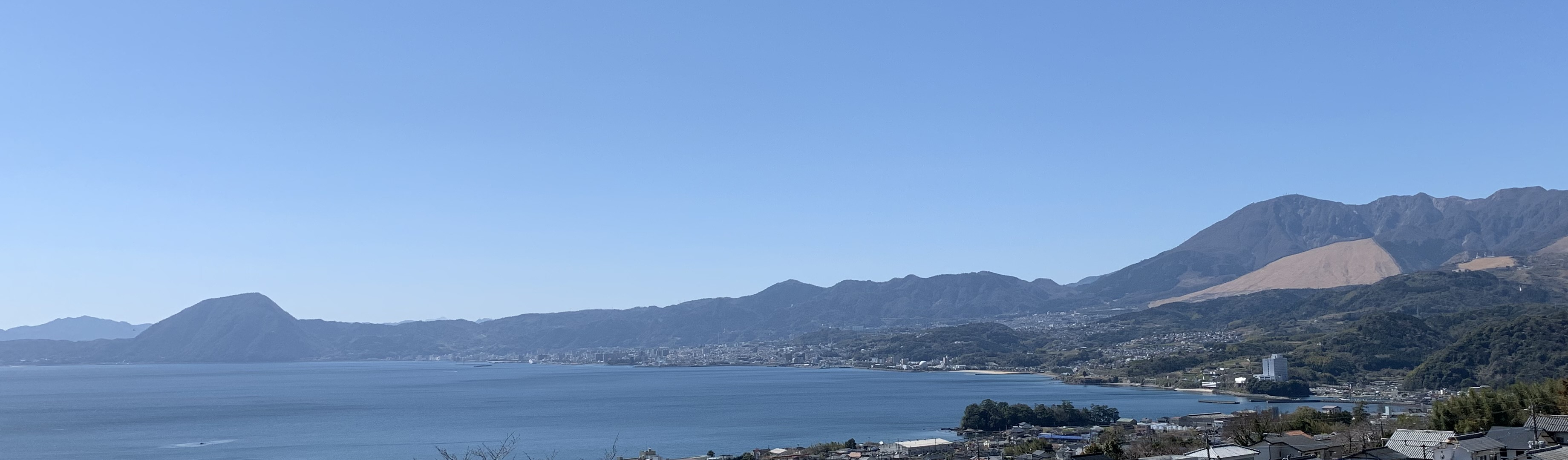
日出町側から見た別府湾と別府市

別府湾（べっぷわん、Beppu Bay）は、大分県の中央部に位置する湾である。

## 呼称
1883年（明治16年）の水路部海図制定以前にはかんたん湾（菡萏湾）と呼ばれていた。「かんたん」（菡萏）は蓮の花を意味するが、かんたん湾という名の由来については地名から・形からなど諸説ある。

## 地理
大分県中部に位置する、国東半島と佐賀関半島に挟まれた湾である。瀬戸内海の一部であり、東に向かって開き、伊予灘に面する。湾の南側を画す佐賀関半島の先、四国の佐田岬との間は狭隘な豊予海峡になっている。
面積475km2、平均水深36m、高崎山沖の最深部は約70mと、浅場が少なくて瀬戸内海でも比較的に水深が深い。
湾奥が深く、沖へ離れるに従って浅くなるため、湾奥部の海底にはほとんど海流がない。この独特の地形によって、湾奥の海底では堆積層が乱されず、1950年代に米ソ核実験によるプルトニウム降下や、生態系の変化による植物プランクトンの増減、マイクロプラスチックやPCBといった人工物の広がりが記録され、人間活動が地球環境を変化させた「人新世」の記録地とも評価されている。
中央構造線のすぐ北に位置し、鶴見岳・伽藍岳の火山が連なる湾の最奥部沿岸には、温泉湧出量の日本一を誇る別府市の別府八湯（別府温泉）があり、その湯けむりが数多く立ち昇る景色は国の重要文化的景観に選定されている。
別府湾の沿岸には、北に杵築市、速見郡日出町、西に別府市、南に大分市が位置している。一級河川の大野川や大分川、二級河川の境川などが流入し、大野川、大分川の河口付近には大分平野が形成されている。佐賀関半島以南の海岸線が典型的なリアス式海岸であるのに対して、別府湾は概して出入りの少ないなだらかな海岸線が続き、糸ヶ浜（日出町）、関の江海水浴場、SPAビーチ（的ヶ浜公園）（以上、別府市）、田の浦海水浴場（大分市）などの海水浴場を擁する。
また、別府湾周辺の地下深くには深層熱水を含む泥炭層がみられ、ボーリングによって天然ガスを含んだ褐色の熱水が得られる。特に大分平野・高崎山の周辺では、この熱水を利用した温泉が散在し、北浜温泉、挾間温泉、大深度地熱温泉の名で知られている。

## 沿岸部
大分市の市街地東部から鶴崎にかけての沿岸には埋立地が造成され、大分臨海工業地帯が形成されている。大分市の別府湾沿岸にある西大分には「かんたん」の地名が残っており、ウォーターフロントの再開発により「かんたんサーカス」がオープンしている。
別府市と大分市の市境には高崎山が湾に向かってせり出しており、この山に遮られた両市を直接結ぶ一般道は実質的に湾岸の国道10号（別大国道）のみとなっている。
この湾の展望を提供する施設がある。別府ロープウェイで登れる鶴見岳山頂、十文字原、別府湾サービスエリア、観海寺温泉やラクテンチ、別府タワーやビーコンプラザのグローバルタワーなどのほか、日出城や府内城も展望がかなう位置にある。

## 沿岸市町
- 杵築市
- 速見郡
  - 日出町
- 別府市
- 大分市

鶴見岳から見た別府湾と別府市街

上記の市町は、大分県の都市計画において「別府湾広域都市圏」の名称で呼ばれている。

## 生物相

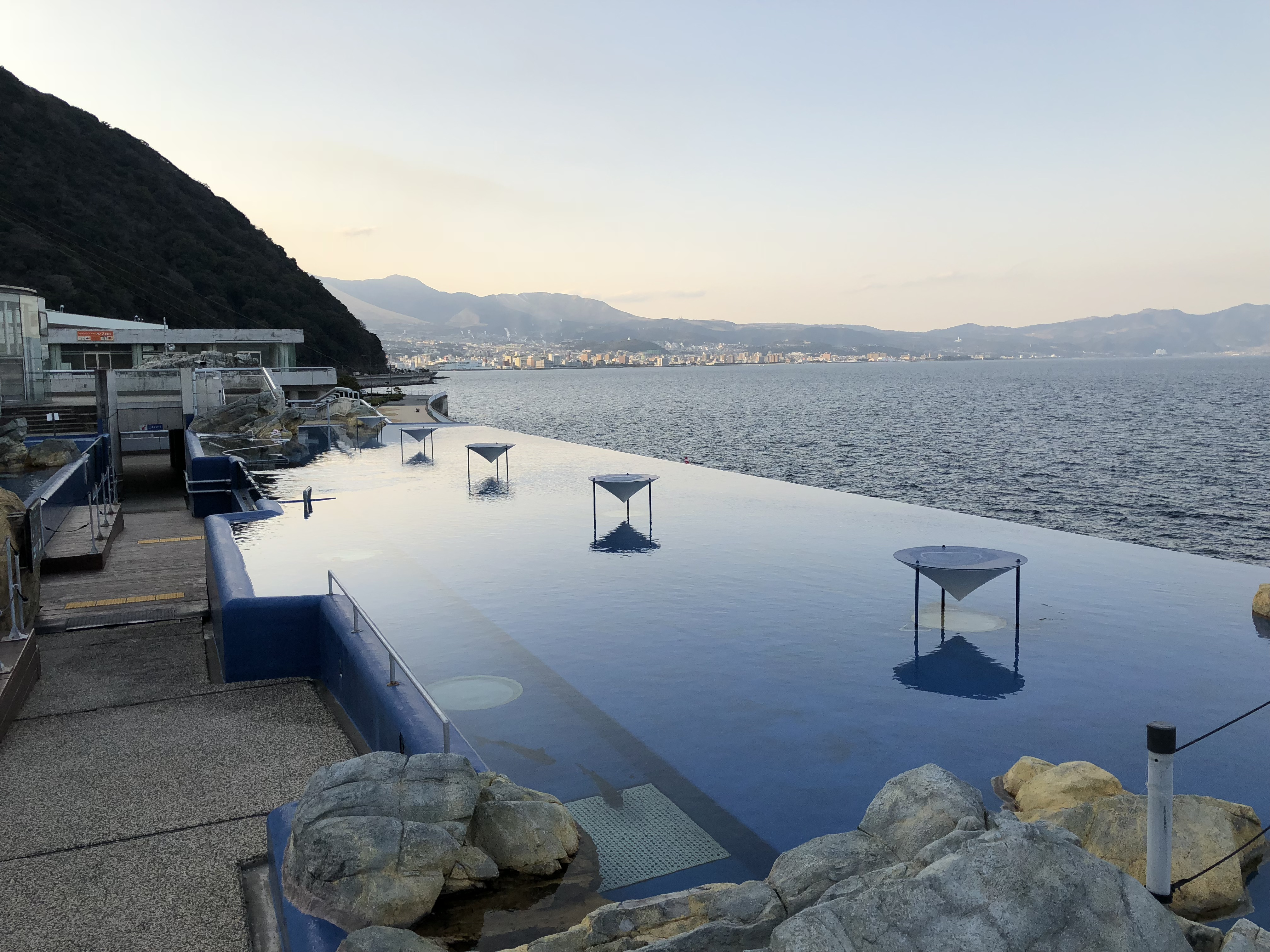
うみたまごの「別府湾プール」

別府湾は現在の瀬戸内海の水域の中でも、現存する藻場や干潟の割合は比較的に大きいとされているが、開発によって大きな影響を受けてきたのも事実であり、閉鎖性が強いことも相まって環境汚染の影響を受けやすく、魚介類などの漁獲量の減少が著しい。
北部の杵築市には貴重な干潟が残る守江湾がある。湾岸にある大分マリーンパレス水族館（うみたまご）には、湾に棲む生き物たちを展示した「別府湾プール」がある。
一村一品に選ばれている特産物として、速見郡日出町の城下かれい（カレイ）、そして同町と杵築市の豊後別府湾ちりめん（カタクチイワシ）がある。
メバル、カサゴ、マゴチ、カワハギ、チヌ、マダイ、イワシ、コノシロ、タチウオ、マアナゴ、アオリイカのほか、関さば・関あじで知られる佐賀関に面していることもあり、サバ、アジも漁獲される。かつては帆船を利用しての漁が行われ、「海底の泥を掻くようなもの」であったために「ドロコギ漁」と呼ばれた。
渡り鳥などの野鳥にとっても重要な生息地であり、守江湾の八坂川や大在海岸の河口部の干潟や、別府湾に隣接する臼杵湾の干潟などはシギやチドリの飛来地である。
また、湾口部付近の高島はウミネコやビロウ樹の生息地として大分県の天然記念物に指定されている。
江戸時代や明治時代までは、瀬戸内海や豊後水道に大型鯨類（クジラ）の周期的な回遊があったとされ、例えば古式捕鯨の主対象であった沿岸性のヒゲクジラ類が別府湾にも来遊していたと思われる。2003年に子供のザトウクジラが短期間滞在し、「かんたん」に因んで「かんちゃん」という愛称が付けられるなど話題になり、2004年に定置網で混獲された鯨は別個体だとされる。個体数の回復が見られる種類は沿岸部への出現の増加が予想されており、実際に近年は少数ではあるが毎年ザトウクジラが別府湾や豊後水道で確認されている。
事例は限られているがウミガメ（アカウミガメ）の産卵も確認されており、保護策や市民活動が講じられている。
2004年には、絶滅危惧種のウバザメも湾内で混獲されている。また、高島の付近の「アシカ島」は、絶滅したとされているニホンアシカの生息に因んで名付けられたともされている。

## 歴史
- 16世紀中頃 - 大友義鎮（宗麟）の時代、別府湾岸の沖の浜[注釈 5]を拠点として南蛮貿易が行われる。
- 1551年（天文20年） - フランシスコ・ザビエルが、山口から府内（現在の大分市）への途上で日出からポルトガル船に乗船し、別府湾を横断する。
- 1596年（慶長元年）9月4日 - 湾南東部を震源としてマグニチュード7.0と推定される慶長豊後地震が発生。その際に沈んだとされるのが瓜生島と久光島である。
- 1871年（明治4年）5月30日 - 湾に注ぐ流川河口に別府港（楠港）が完成。瀬戸内航路の九州側の拠点として発展する。この港が出来る以前の別府村は小さな漁村に過ぎなかった。
- 1882年（明治15年） - 大分港の前身にあたるかんたん港が完成。
- 1883年（明治16年） - 海図に別府湾の名称が用いられる[1]。

## 交通
下記の港湾から四国、本州に至る定期航路が就航している。別府港と大分港は重要港湾、佐賀関港は地方港湾に指定されている。
- 別府港（別府国際観光港） -大阪港 商船三井さんふらわあ、八幡浜港 宇和島運輸フェリー
- 大分港(西大分港) - 神戸港 商船三井さんふらわあ
- 大分港 - 大分第一ホーバードライブ
- 佐賀関港 - 三崎港 国道九四フェリー

また国東半島には、海岸の埋め立てによって造られた大分空港があり、かつては空港から大分港、別府港へ向けて大分ホーバーフェリーが就航していた。

## イベント
湾に沿う別大国道を走る別府大分毎日マラソン、湾を縦断する「別府大分国際オープンウォータースイムレース」や「別府湾縦断ボートセーリング大会」など各種スポーツ大会が開催される。また例年、「夏の宵まつり納涼花火大会」、「べっぷクリスマスHanabiファンタジア」がSPAビーチにて催されている。別府港から出航し、1時間半にわたり湾を巡る遊覧船ツアーがあった。

## ギャラリー

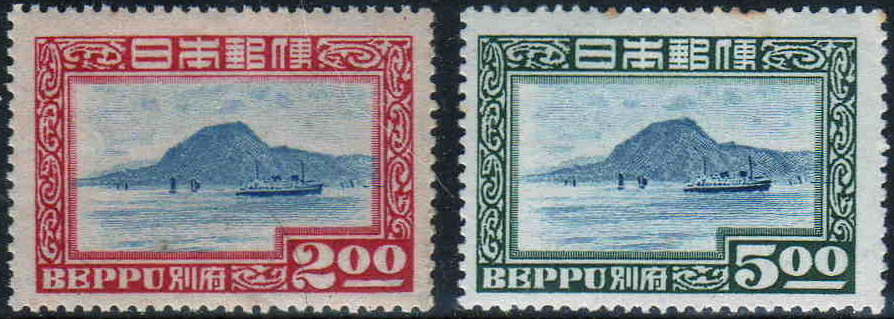
別府観光の記念切手
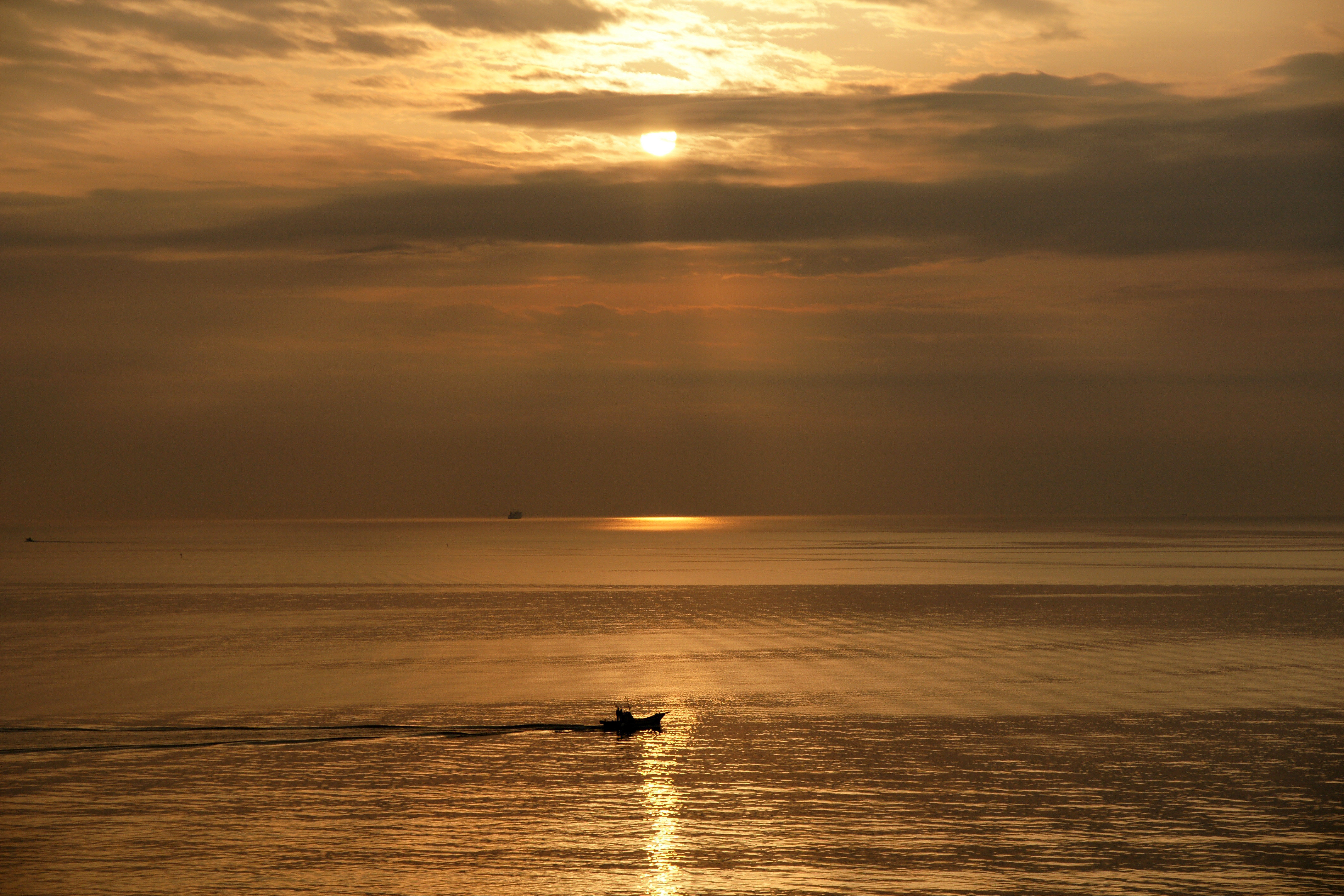
別府湾の夕日
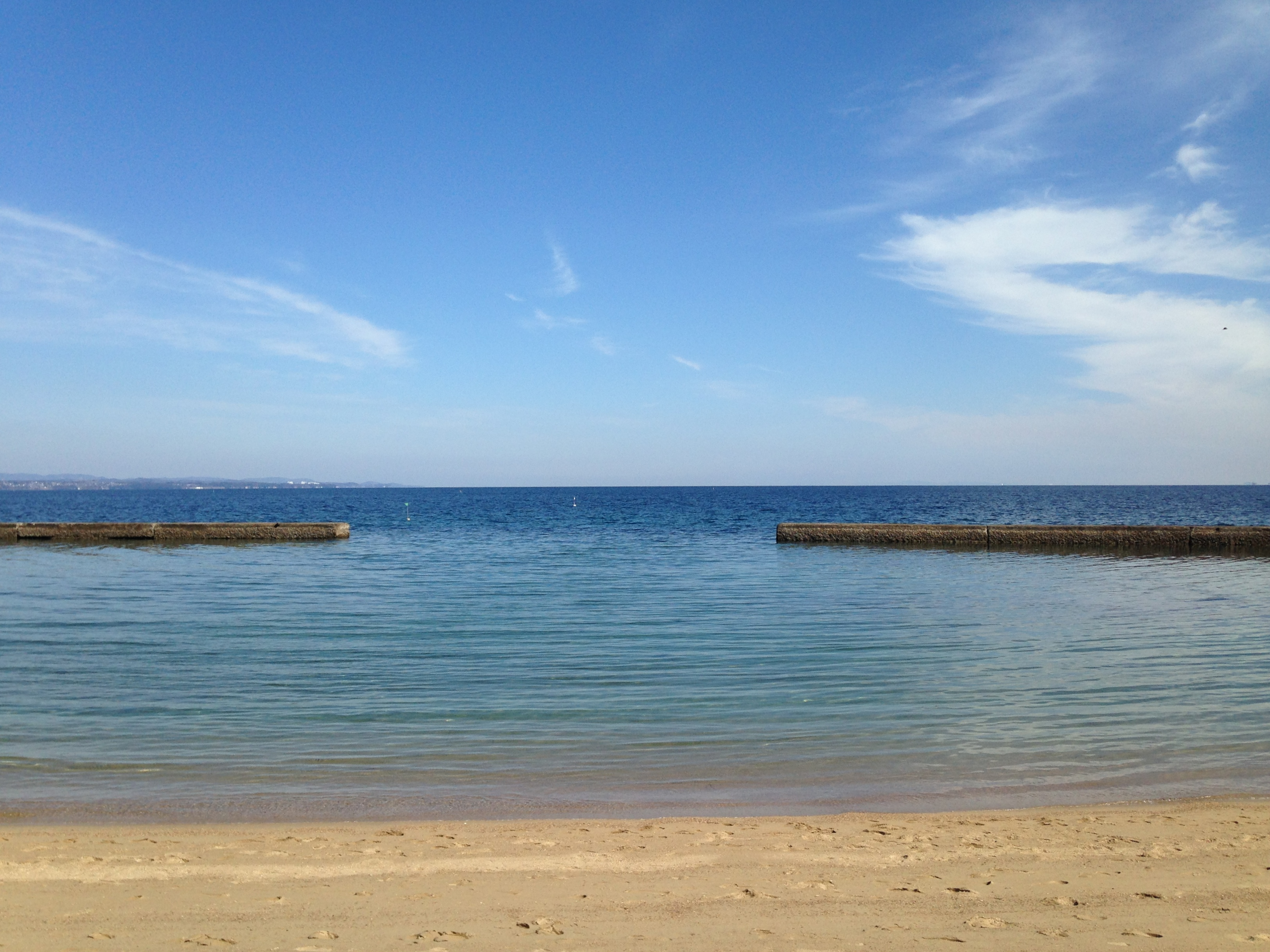
別府市・的ヶ浜公園にて
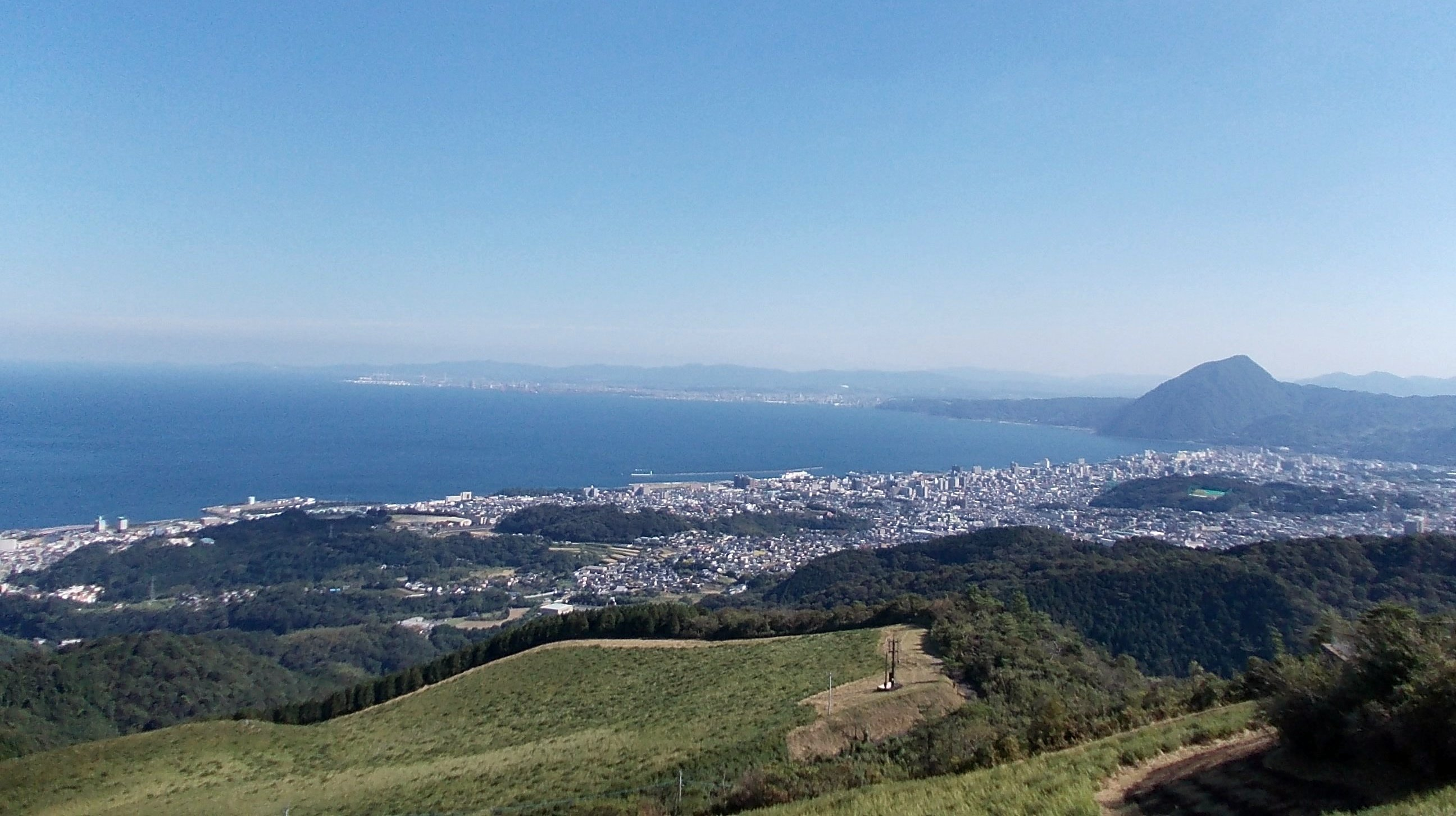
別府湾のパノラマ画像
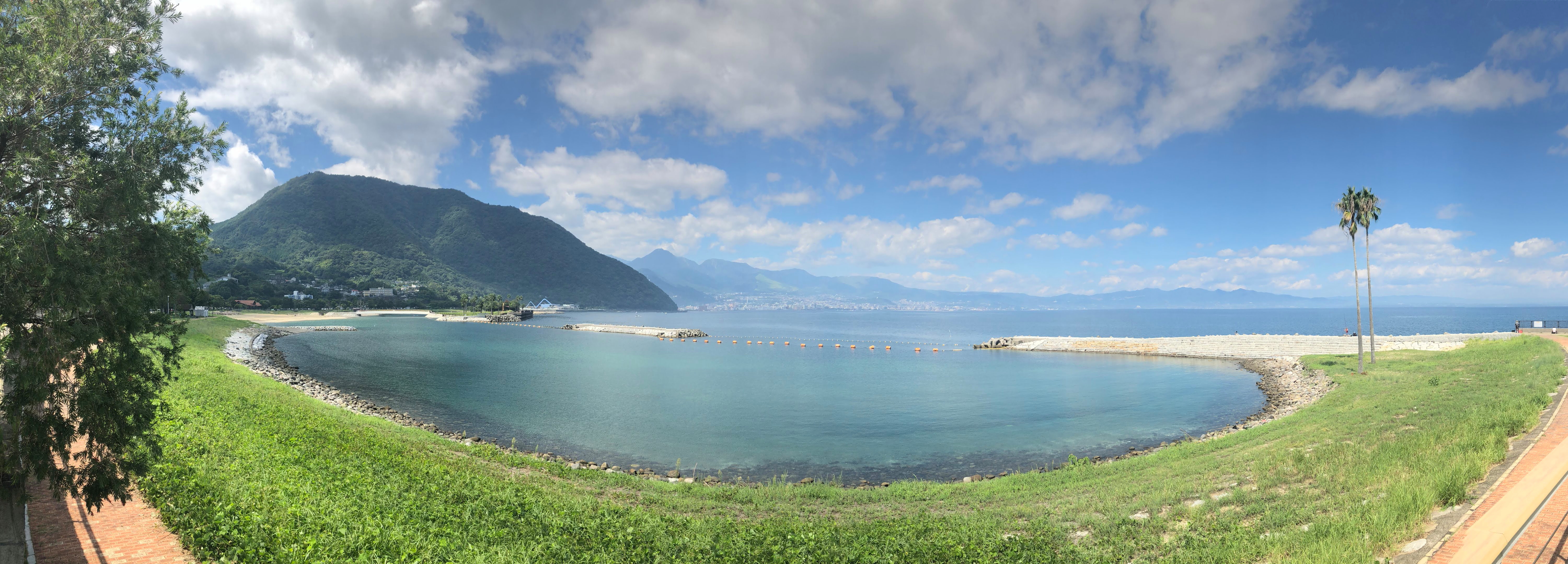
田ノ浦ビーチのパノラマ画像